# Josefa Santos
Josefa Santos, (Buenos Aires, 9 de mayo de 1931-20 de agosto de 2024)[cita requerida]  fue una destacada arquitecta argentina, ganadora del Premio Konex 1992 en arquitectura, quinquenio 1982 - 1986.

## Formación
En 1956 se graduó en la Facultad de Arquitectura, Diseño y Urbanismo (Universidad de Buenos Aires) junto a Justo Solsona. Al año siguiente ellos y los arquitectos Ernesto Katzenstein y Gian Peani fundaron el Grupo de Arquitectura y Planeamiento (GAP), que obtuvo el primer premio en un concurso nacional de vivienda social: "Torres en la Boca". En paralelo a las actividades profesionales comienza a dar clases también junto a Solsona en la facultad en que se graduó. 

## Trayectoria
Fue socia fundadora del estudio GAP que luego dio origen al Estudio MSGSSS. 
Entre 1988 y 1998 estuvo en la  Comisión Directiva del Consejo Profesional de Arquitectura y Urbanismo de la cual es miembro.
Fue miembro del Colegio de Jurados de la Sociedad Central de Arquitectos. Formó parte de la Comisión Asesora Honoraria de relaciones entre la Municipalidad de la Ciudad de Buenos Aires y los Consejos de Arquitectura y Urbanismo y el de Ingeniería Civil.

## Obras
- Banco Ciudad de Buenos Aires (Casa Matriz)
- Unión Industrial Argentina[6]
- Banco Ciudad de Buenos Aires (Edificio Ventas)[7]
- Conjunto Rioja
- Barrio Comandante Luis Piedrabuena[8]
- Torres Alto Palermo
- Torre Prourban[9]
- Edificio Anexo de la Cámara de Diputados
- Universidad del Norte Santo Tomás de Aquino
- Asociación Cultural Pestalozzi
- Remodelación total y ampliación del Aeropuerto Internacional Ministro Pistarini
- Reciclaje del Palacio Alcorta
- Dique 2 (Puerto Madero)
- El Porteño Building
- Dique 4 (Puerto Madero)
- Estadio de Mendoza
- Abasto de Buenos Aires
- Centro de Producción Buenos Aires - Argentina Televisora Color[10]
- Ministerio de Trabajo, Empleo y Seguridad Social[11]
- Edificio Intecons
- Estadio Gigante de Arroyito
- Estadio Mundialista de la Ciudad de Salta
- Hospital General de Agudos Carlos G. Durand[12]
- Planta de Papel Prensa
- Terminal de Ómnibus de Santiago del Estero
- Torre Ruggieri
- Torres de Bulnes
- Torres del Yacht
- Torres Mulieris

## Reconocimientos
En 1992 recibió junto al equipo el Premio Konex Arquitectura por el desarrollo de la obra en el quinquenio 1982 - 1986 (junto a Flora Manteola, también integrante del equipo, son las primeras mujeres argentinas en recibir esta distinción).